# معضوضة جرداء
معضوضة جرداء (الاسم العلمي:Momordica glabra) هي نوع من النباتات تتبع جنس المعضوضة من الفصيلة القرعية.